# Targowica (Polska)
Targowica – wieś w Polsce położona w województwie dolnośląskim, w powiecie ząbkowickim, w gminie Ciepłowody.

## Podział administracyjny
W latach 1975−1998 miejscowość administracyjnie należała do województwa wałbrzyskiego.

## Historia
Nazwę miejscowości w zlatynizowanej staropolskiej formie Targowitz wielokrotnie notuje wraz z sąsiednimi wsiami spisana po łacinie w latach 1269–1273 Księga henrykowska we fragmencie "Richow circa Tagrowitz" oraz innych występujących w tej księdze.

## Gospodarka
Obecnie znajduje się tu kopalnia bazaltu.